# Nicolas Mathieu
Nicolas Mathieu (Épinal, 2 juni 1978) is een Franse schrijver. Voor zijn roman Leurs enfants après eux (De uitzichtlozen) ontving hij de Prix Goncourt 2018.

## Levensloop
Nicolas Mathieu groeide op in Golbey, een buurtgemeente van Épinal (Vosges). Zijn vader was liftmonteur, zijn moeder boekhouder. Hij ging naar een particuliere katholieke middelbare school. Daarna studeerde hij geschiedenis, kunstgeschiedenis en filmwetenschap aan de Universiteit van Metz. In 2001 voltooide hij een masterscriptie over Terrence Malick.
Na zijn afstuderen vertrok hij naar Parijs waar hij verschillende baantjes had. Van 2001 tot 2013 was hij audiovisuele stagiair voor kleine productiemaatschappijen; hij maakte rapportages en transcripties van vergaderingen. Hij heeft gewerkt voor de website van het stadhuis van Parijs. Hij werkte als zelfstandig ondernemer en leefde soms van uitkeringen.
Hij gaf ook les aan 12-jarigen via Acadomia, een organisatie voor huiswerkbegeleiding. Hij zegt zelf over deze periode dat hij een armoedig bestaan leidde ("j'ai bouffé de la vache enragée") en werkelijk de indruk had dat zijn leven was mislukt ("j'ai foutu ma vie en l'air").
Omdat het leven buiten Parijs goedkoper is verhuisde Mathieu in 2013 naar Nancy. Daar werkte hij twee dagen in de week als webredacteur en community manager voor de website Atmo-France.org. Het succes van zijn eerste gepubliceerde boek verzekerde hem eindelijk van zijn status als schrijver.

## Schrijverschap
Op jonge leeftijd wist Mathieu al dat hij schrijver wilde worden. Zijn docenten hebben hem hierin ondersteund. Zijn eerste roman, geschreven toen hij 22, 23 jaar was, heeft hij nooit gepubliceerd.
Zijn eerste gepubliceerde roman Aux animaux la guerre (Aan de dieren de oorlog) verscheen in 2014 en won verschillende Franse prijzen, waaronder de Prix Mystère de la critique 2015 voor de beste detective. Een fabriek in de Vogezen gaat dicht en honderden mensen worden werkloos. Twee mannen die niets te verliezen hebben kidnappen een meisje in de straten van Straatsburg om haar te verkopen aan twee bendeleiders die opereren in de streek tussen Épinal en Nancy. Een drama tegen de achtergrond van economische neergang en sociale achteruitgang.
Van het boek is in 2018 door Alain Tasma een zesdelige televisieserie gemaakt voor de zender France 3.
In 2018 verscheen zijn tweede boek, de roman Leurs enfants après eux (De uitzichtlozen). Hiermee won hij de Prix Goncourt 2018. Mathieu schreef een roman over jonge mensen die volwassen worden in een omgeving die gekenmerkt wordt door de-industrialisatie. Bij gebrek aan uitdaging hangen de jongeren rond, ze ontdekken de liefde en de wereld. In augustus 1992 stelen twee jongens van 14 jaar een kano om een kijkje te nemen op het nudistenstrandje aan een meer in het noordoosten van Frankrijk. Een verliefdheid begint. Zes jaar later zijn de jongeren volwassen, hun toekomst ligt vast en de mogelijkheid om te ontsnappen aan hun sociale milieu is voorbijgegaan.

## Werken
- 2014 Aux animaux la guerre.
- 2015 Paris-Colmar (Les Petits Polars du Monde 9).
- 2018 Leurs enfants après eux. Nederlandse vertaling: De uitzichtlozen. Vertaald door Jan Pieter van der Sterre en Reintje Ghoos. Uitgeverij Meulenhoff, Amsterdam, 2019. ISBN 9789029093453
- 2019 Rose Royal
- 2022 Connemara. Nederlandse vertaling: Connemara. Vertaald door Reintje Ghoos en Jan Pieter van der Sterre. Uitgeverij Meulenhoff, Amsterdam, 2023. ISBN 9789029096195